# San Giovanni Battista Decollato (titre cardinalice)
La diaconie cardinalice de San Giovanni Battista Decollato (Saint Jean-Baptiste décapité) est érigée par le pape Paul VI le 29 avril 1969 et rattachée à l'église San Giovanni Decollato qui se trouve dans le rione Ripa à Rome.
La diaconie est supprimée en 2013.

## Titulaires
| - Mario Nasalli Rocca di Corneliano (1969-1979); titre pro illa vice (1979-1988) |